# گومژئونسان
گومژئونسان (به لاتین: Geumjeonsan) یک کوه در کره جنوبی است که در استان جئولا جنوبی واقع شده‌است. گومژئونسان ۶۶۸ متر بالاتر از سطح دریا واقع شده‌است.